# Kristy Swanson
Kristen Noel “Kristy” Swanson (Mission Viejo, California; 19 de diciembre de 1969) es una actriz estadounidense, más conocida por su interpretación de Buffy Summers en la película Buffy the Vampire Slayer (1992).
Comenzó su carrera en varias películas para adolescentes, entre ellas La chica de rosa (1986) y Ferris Bueller's Day Off (1986). Su primer papel protagónico fue en la película de terror de Wes Craven Deadly Friend (1986), seguida de su interpretación  de Catherine “Cathy” Dollanganger en la controvertida adaptación cinematográfica de Virginia Cleo Andrews, Flowers in the Attic (1987).

## Carrera

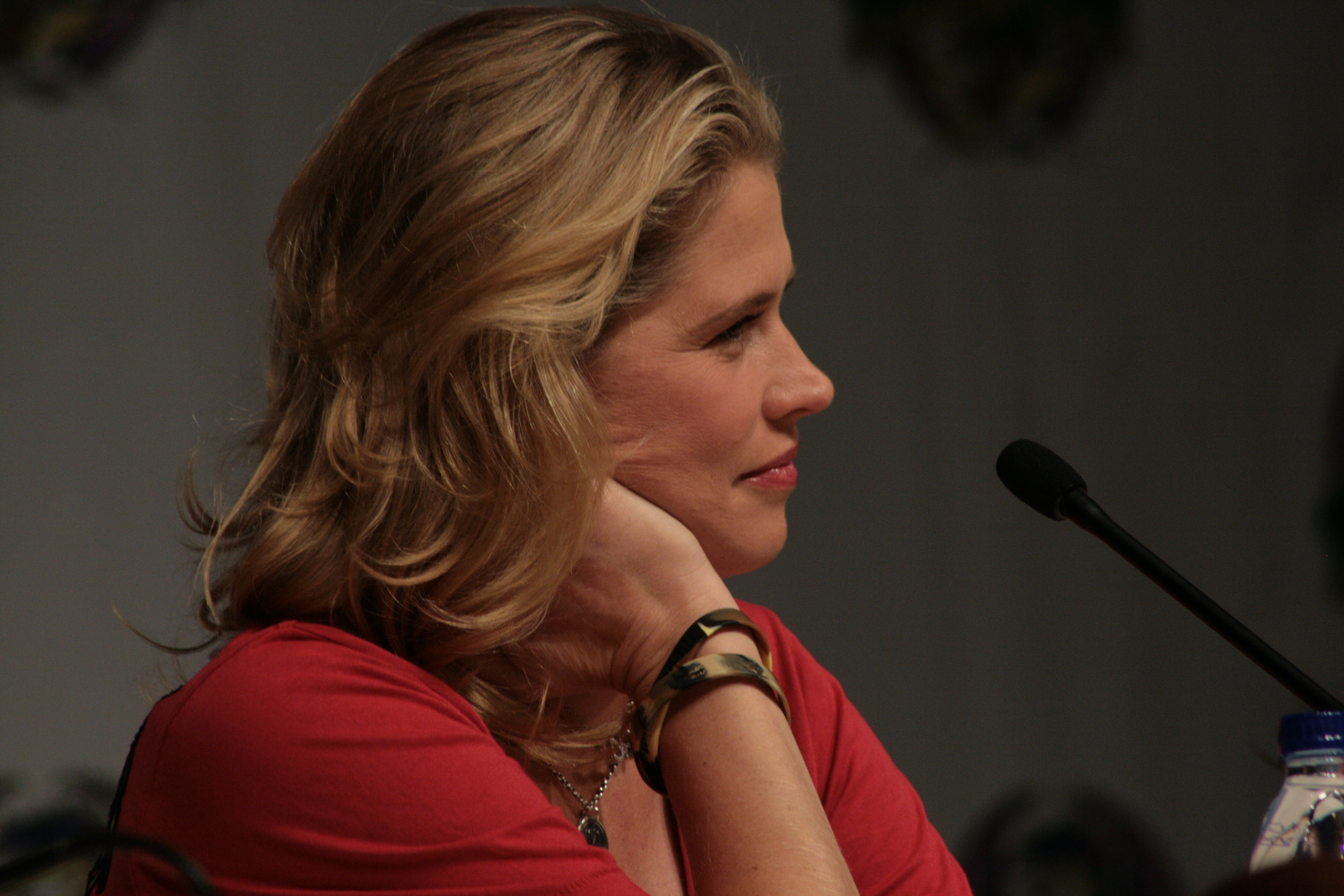
En 2009

Aun cuando los orígenes de su carrera se remontan a la niñez, como rostro de comerciales desde los 9 años, inició su carrera como actriz durante su adolescencia. Comenzó actuando en varias series de televisión y en 1986 comenzó a hacerse notar en el cine, en cintas como la comedia adolescente Ferris Bueller's Day Off y protagonizando el filme de horror y ciencia ficción Deadly Friend, una muy libre adaptación suburbana de la premisa de Frankenstein dirigida por el reconocido cineasta del género Wes Craven.
En 1992 interpretó el que es quizás su papel más renombrado, el de Buffy Summers en la primera aparición de Buffy the Vampire Slayer, personaje que a la postre haría famosa a la actriz Sarah Michelle Gellar, en su versión seriada televisiva. En 2010, Kristy se expresó a favor de un reboot de Buffy, y además dio a conocer que le gustaría interpretar algún papel en esa película.
En 1995 tuvo un pequeño pero controvertido papel en el drama Higher Learning (Semillas de rencor) a las órdenes del cineasta John Singleton. En ella, interpreta a una estudiante que tiene una relación con una compañera de estudios, interpretada por Jennifer Connelly, y que fue mayormente editada debido a lo apasionado de algunas escenas de lesbianismo, que se consideraron inapropiadas para el público norteamericano. Años más tarde, en 2001, Kristy realizaría osadas escenas junto a Brandy Ledford en el thriller erótico Zebra Lounge, una producción para televisión, aunque jamás ha realizado desnudos para la pantalla.
En 1996 coprotagonizó junto a Billy Zane y una emergente Catherine Zeta-Jones el fime de aventuras The Phantom, interpretando al personaje de cómic, y novia del héroe que da título a la historia, Diana Palmer. De la etapa posterior a este filme se destacan las comedias Dude, Where's My Car? y Un papá genial, junto a Adam Sandler. Después de eso, ha participado en varios telefilmes, como Red Water y Forbidden Secrets.
En noviembre de 2002 fue celebridad de portada de Playboy, edición ilustrada con 8 páginas de una sesión fotográfica que tuvo lugar en una playa privada de México y que incluye desnudos frontales, lo que provocó sorpresa en su público ya que la actriz jamás había aceptado quitarse la ropa para un filme o una publicación antes, y argumentó su decisión diciendo: "No podía dejar pasar la oportunidad de trabajar con el renombrado fotógrafo Phillip Dixon y, a juzgar por la apariencia de las fotos, pienso que tomé la decisión correcta".

## Vida personal
Swanson comenzó a salir con el actor Alan Thicke en 1986, cuando tenía 17 años de edad, y se comprometió con él dos años más tarde, cuando tenía 19 años y él 42. Sin embargo, la pareja nunca se casó.
El 30 de agosto de 2000 fue detenida por la policía de Los Ángeles al ser sorprendida conduciendo en estado de ebriedad y debió someterse a 10 sesiones de tratamiento en Alcohólicos Anónimos.
Swanson empezó una aventura adúltera con su compañero de Skating with Celebrities Lloyd Eisler durante el programa, mientras que Eisler seguía casado con su entonces esposa, embarazada de ocho meses, Marcia O'Brien. Sin embargo, Swanson afirmó posteriormente que Lloyd y Marcia ya estaban separados antes de que lo conociera. El 16 de febrero de 2007, Swanson dio a luz a su hijo Magnus Hart Swanson Eisler, justo un mes después del divorcio de Lloyd con Marcia O'Brien.
En 2007, Kristy Swanson fue arrestada por la policía de Ontario, Canadá, por agredir a  Marcia O'Brien, la exesposa de Lloyd Eisler. Tras pagar una fianza de 500 dólares canadienses la actriz fue dejada en libertad.
Swanson se casó con Eisler el 7 de febrero de 2009 en San Luis Obispo, California. La pareja reside en Santa Clarita, California.
Intentando aclarar un comentario sobre la muerte de su sobrino llamado Army, ella hizo unas declaraciones desconcertantes diciendo que "él murió tres veces" a causa de una explosión cerca de la frontera mexicana, pero que "sobrevivió con 19 meses de recuperación".

## Filmografía
Películas
| Año  | Título                                   | Personaje                | Notas |
| ---- | ---------------------------------------- | ------------------------ | ----- |
| 1986 | Deadly Friend                            | Samantha Pringle         |       |
| 1986 | Ferris Bueller's Day Off                 | Simone Adamley           |       |
| 1986 | Mr. Boogedy                              | Jennifer Davis           |       |
| 1986 | Miracle of the Heart: A Boy's Town Story | Stephanie Gamble         |       |
| 1986 | Pretty in Pink                           | Duckette                 |       |
| 1987 | Flowers in the Attic                     | Cathy Dollanganger       |       |
| 1987 | Not Quite Human                          | Erin Jeffries            |       |
| 1987 | Juárez                                   | Cathy Dodge              |       |
| 1988 | Nightingales                             | Becky Granger            |       |
| 1990 | Diving In                                | Terry Hopkins            |       |
| 1990 | Dream Trap                               | Sue Halloran             |       |
| 1991 | Highway to Hell                          | Rachel Clark             |       |
| 1991 | Hot Shots!                               | Kowalski                 |       |
| 1991 | Mannequin Two: On the Move               | Jessie                   |       |
| 1992 | Buffy the Vampire Slayer                 | Buffy Summers            |       |
| 1993 | The Program                              | Camille Shafer           |       |
| 1993 | The Chili Con Carne Club                 | Julie                    |       |
| 1994 | Getting In                               | Kirby Watts              |       |
| 1994 | The Chase                                | Natalie Voss             |       |
| 1995 | Higher Learning                          | Kristen Connor           |       |
| 1996 | Marshal Law                              | Lilly Nelson             |       |
| 1996 | The Phantom                              | Diana Palmer             |       |
| 1997 | Bad To The Bone                          | Francesca Wells          |       |
| 1997 | Tinseltown                               | Nikki Randall            |       |
| 1997 | Lover Girl                               | Darlene Ferrari          |       |
| 1997 | 8 Heads in a Duffel Bag                  | Laurie Bennett           |       |
| 1998 | Pleasantville                            | Concerned "Colored" Girl |       |
| 1998 | Ground Control                           | Julie Albrecht           |       |
| 1999 | Un papá genial                           | Vanessa                  |       |
| 1999 | Supreme Sanction                         | Jenna                    |       |
| 2000 | Dude, Where's My Car?                    | Christie Boner           |       |
| 2000 | Meeting Daddy                            | Laurel Lee               |       |
| 2001 | Zebra Lounge                             | Louise Bauer             |       |
| 2001 | Soul Assassin                            | Tessa Jansen             |       |
| 2003 | Silence                                  | Julia Craig              |       |
| 2003 | Red Water                                | Kelli Raymond            |       |
| 2005 | Six Months Later                         | Linda                    |       |
| 2005 | Forbidden Secrets                        | Alexandra Kent Lambeth   |       |
| 2005 | Bound by Lies                            | Laura Cross              |       |
| 2006 | Living Death                             | Elizabeth Harris         |       |
| 2006 | The Black Hole                           | Shannon Muir             |       |
| 2009 | The Closer                               | Kaitlyn                  |       |
| 2010 | A Root Beer Christmas                    |                          |       |
| 2010 | What If...                               | Wendy Walker             |       |
| 2010 | Un sueño de Navidad                      | Craig Clyde              |       |
| 2014 | Unas Navidades de escándalo              | Noëlle Rogers            |       |

Series
| Año     | Serie                        | Personaje         | Episodios    |
| ------- | ---------------------------- | ----------------- | ------------ |
| 1984    | It's Your Move               | Laura             | 1 episodio   |
| 1985    | Cagney & Lacey               | Stephanie Brandon | 1 episodio   |
| 1985    | Call to Glory                |                   | 2 episodios  |
| 1986    | Valerie                      | Linda Perkins     | 1 episodio   |
| 1986    | Alfred Hitchcock Presents    | Female Student #2 | 1 episodio   |
| 1987    | Growing Pains                | Rhonda            | 1 episodio   |
| 1987-88 | Knots Landing                | Jody Campbell     | 5 episodios  |
| 1989    | B.L. Stryker                 | Lynn Ellingsworth | 2 episodios  |
| 1989    | Nightingales                 | Becky Granger     | 13 episodios |
| 1998-99 | Edición Anterior             | Erica Paget       | 20 episodios |
| 2000    | Grapevine                    | Susan Crawford    | 5 episodios  |
| 2003    | Just Shoot Me!               | Allison Cavanaugh | 1 episodio   |
| 2004    | CSI: Miami                   | Roxanne Price     | 1 episodio   |
| 2007    | Law & Order: Criminal Intent | Lorelei Mailer    | 1 episodio   |
| 2008    | 3Way                         | Leslie Lapdalulu  | 3 episodios  |
| 2011    | Psych                        | Marlowe Viccellio | 6 episodios  |